# Regió de Marienwerder
La Regió de Marienwerder (en alemany: Regierungsbezirk Marienwerder) va ser una regió administrativa (Regierungsbezirk) de la província de Prússia Occidental, de la província de Prússia i posteriorment del Reichsgau de Danzig-Prússia Occidental. Va existir des del 1815 fins al 1920 i de 1939 a 1945. La seva capital era la ciutat de Marienwerder, en l'actualitat anomenada Kwidzyn, a Polònia.

## Història
La major part de la Prússia Reial polonesa va ser annexada pel rei Frederic el Gran de Prússia en la Primera partició de Polònia de 1772. La ciutat de Marienwerder, prèviament a la Prússia Ducal, es va convertir en una capital administrativa del territori recentment adquirit, que es va convertir en la província de Prússia Occidental el 31 de gener de 1773.
Prússia Occidental es va dividir en les regions de Danzig i de Marienwerder el 1815, després de les guerres napoleòniques.
Entre 1824 i 1878 les províncies de Prússia oriental i Prússia occidental es van unir creat la Província de Prússia. Les regions durant aquest període també es van mantenir.
Com a conseqüència del Tractat de Versalles, després de la Primera Guerra Mundial, la major part de la Prússia occidental, inclosa la molta de la regió de Marienwerder, va ser assignada a la Segona República Polonesa. Parts del territori a l'est del riu Vistula van prendre part en el plebiscit de Prússia oriental i es van mantenir dins de l'Estat Lliure de Prússia de República de Weimar. Aquestes parts de la Regió de Marienwerder i de la de Danzig van ser incorporades oficialment a la Província de Prússia Oriental el 1922, i reanomenades com Regió de Prússia Occidental.
Al 26 d'octubre de 1939, després de la conquesta del Corredor polonès a principis de la Segona Guerra Mundial, la Regió de Prússia Occidental va ser transferida de Prússia Oriental a la recentment creat Reichsgau de Danzig-Prússia Occidental. També es va recrear la Regió de Marienwerder que incloure, a més dels districtes alemanys, altres ocupats als polonesos.
La Regió de Marienwerder va ser dissolta el 1945 després de la derrota de l'Alemanya nazi a la guerra. Els conqueridors soviètics van lliurar el territori de la regió a Polònia al març de 1945. Des d'aquest moment ha format part de Polònia. A la Conferència de Potsdam, els tres Aliats van assignar la regió a l'administració polonesa l'agost de 1945, i el Tractat de Fronteres germano-polonès va confirmar l'annexió el 1990.

## Divisió administrativa (1815-1920)

Divisió administrativa de Prússia Occidental (rosa: Danziz, blau: Marienwerder

Fins al 1920, la Regió de Marienwerder tenia 2 districtes urbans (Stadtkreise): Graudenz (Grudziądz) i Thorn (Toruń), tots dos establerts l'1 de gener de 1900.
| Kreise (districtes rurals) | Kreisfreie Städte (districte urbà)                                                                            |
| --- | --- |
| - Districte de Briesen (1887-1920) - Districte de Flatow (1818-1945) - Districte de Graudenz (1818-1920) - Districte de Konitz (1772-1920) - Districte de Deutsch Krone (1772-1920) - Districte de Kulm (1818-1920) - Districte de Löbau (1818-1920) - Districte de Marienwerder (1752-1920) - Districte de Rosenberg in Westpreußen (1818-1920) - Districte de Schlochau (1818-1920) - Districte de Schwetz (1818-1920) - Districte de Strasburg in Westpreußen (1818-1920) - Districte de Stuhm (1818-1920) - Districte de Thorn (1818-1920) - Districte de Tuchel (1875-1920) | 1. Thorn (1900-1920), sorgit del Districte de Thorn 2. Graudenz (1900-1920), sorgit del Districte de Graudenz |

## Divisió administrativa (1939-1945)
| Kreise (districtes rurals) | Kreisfreie Städte (districte urbà) |
| --- | ---------------------------------- |

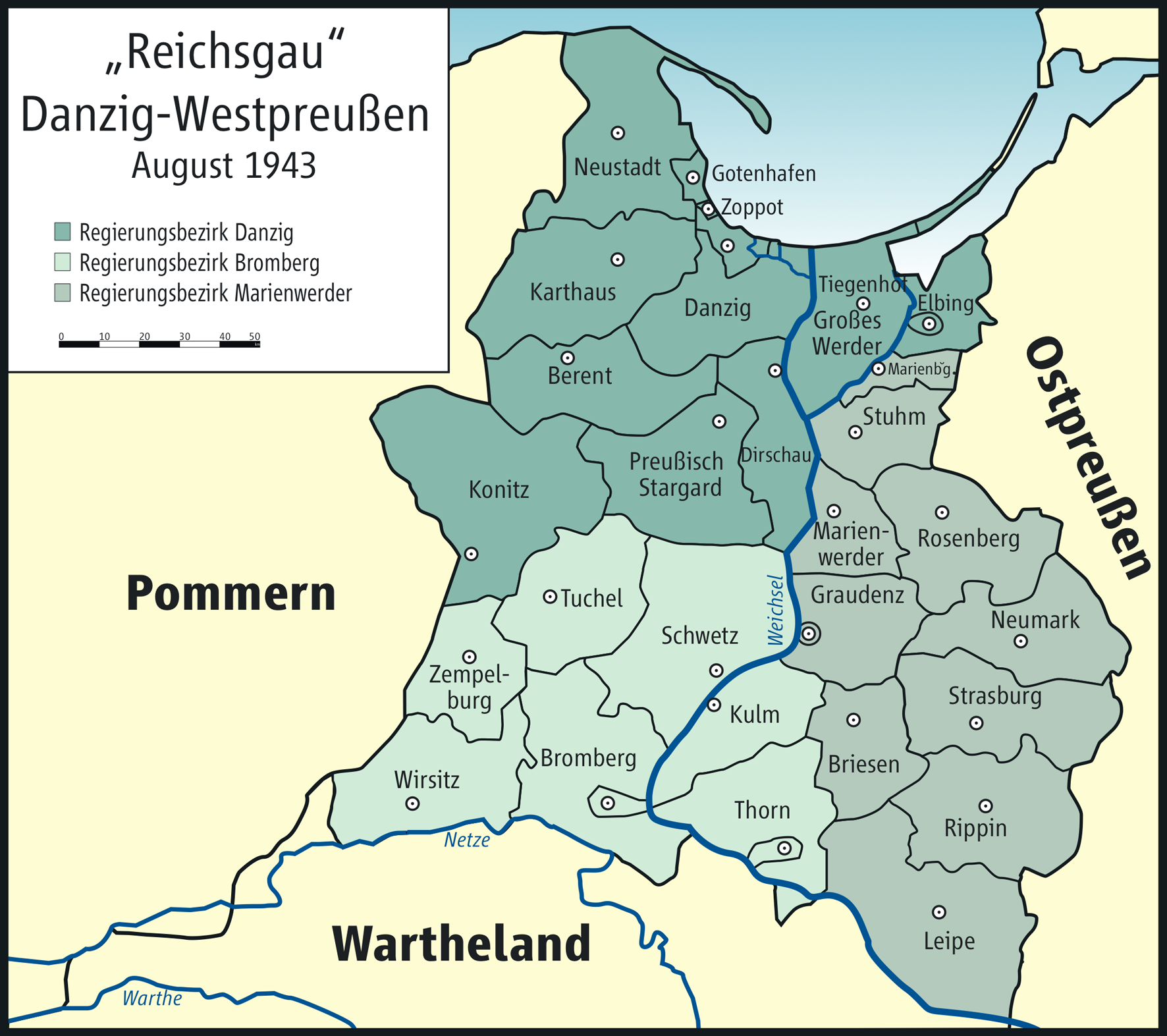
Divisió administrativa de Danzig-Prússia Occidental

| 1. Districte de Briesen 2. Districte de Graudenz 3. Districte de Leipe 4. Districte de Marienburg 5. Districte de Marienwerder 6. Districte de Neumark 7. Districte de Rippin 8. Districte de Rosenberg in Westpreußen 9. Districte de Strasburg in Westpreußen 10. Districte de Stuhm | 1. Graudenz                        |